# Neumarkt in der Oberpfalz
Neumarkt in der Oberpfalz, Neumarkt i.d.OPf. (baw. Neimack, Neimoarkt) – miasto powiatowe w Niemczech, w kraju związkowym Bawaria, w rejencji Górny Palatynat, w regionie Ratyzbona, siedziba powiatu Neumarkt in der Oberpfalz oraz wspólnoty administracyjnej Neumarkt in der Oberpfalz, do której jednak nie należy. Miasto leży nad rzeką Schwarzach, przy autostradzie A3, drodze B8, B299 i linii kolejowej Ratyzbona–Norymberga ze stacją Neumarkt (Oberpfalz). Przez miasto przebiega trasa rowerowa pięciu rzek.
Najbliżej położone duże miasta: Norymberga około 35 km na północny zachód, Praga - około 220 km na północny wschód i Monachium - około 130 km na południe.
W mieście zlokalizowany jest browar ekologiczny Neumarkter Lammsbräu.

## Współpraca
Miejscowości partnerskie:
- Issoire, Francja
- Mistelbach, Austria
- Opatov, Czechy